# Heterachthes symbolus
Heterachthes symbolus là một loài bọ cánh cứng trong họ Cerambycidae.